# 詔安客家文化館
23°45′44″N 120°21′8″E / 23.76222°N 120.35222°E
詔安客家文化館（詔安客語臺灣客拼：Zhio^ Onˇ kaˊ gaˇ bbunˋ fa^ guan^）是一個位於台灣雲林縣崙背鄉崙背市區北面的博物館，地址為637雲林縣崙背鄉民生路28-8號，由雲林縣政府負責營運管理。主要介紹詔安客家的源流、分布、語言、文化特徵。館藏包括崙背地區的文物、老照片。是全球第一個以詔安客家人為主題的博物館。總面積為8,203平方公尺，共有兩層樓，停車場及戶外廣場，內部有一個中庭，並提供詔安客語、華語、台語等導覽服務。時常舉辦地方藝文活動，崙背鄉公所舉辦的活動很多於本館舉辦。

## 歷史
2006年，客家委員會為傳承詔安客家文化，補助詔安客家文化館興建計畫。於2007年由雲林縣政府開始規劃，2009年進行細部設計，2010年動工興建，2013年12月落成並試營運，2016年9月10日正式開館。

## 活動
- 詔安客家文化節
- 澹子火迎暗景[3]
- 騎鐵馬遊客